# Siumsi
Siumsi (ros. Сюмси) – wieś (sieło) w Rosji, w Udmurcji, ośrodek administracyjny rejonu siumsińskiego. W 2021 liczyła 4766 mieszkańców.